# Поповляни
Поповляни (пол. Popowlany) — село в Польщі, у гміні Тикоцин Білостоцького повіту Підляського воєводства.
Населення — 153 особи (2011).
У 1975-1998 роках село належало до Білостоцького воєводства.

## Демографія
Демографічна структура станом на 31 березня 2011 року:
|          | Загалом | Допрацездатний вік | Працездатний вік | Постпрацездатний вік |
| -------- | ------- | ------------------ | ---------------- | -------------------- |
| Чоловіки | 76      | 15                 | 49               | 12                   |
| Жінки    | 77      | 18                 | 40               | 19                   |
| Разом    | 153     | 33                 | 89               | 31                   |